# Суворов, Иван Николаевич
Суво́ров Ива́н Никола́евич (21 июня 1860, Вологда — 1926, Вологда) — историк, историограф, палеограф, краевед, архивист.
Родился в Вологде в семье основателя Вологодского древлехранилища краеведа и историка церкви Николая Ивановича Суворова. В 1878 году окончил Вологодскую гимназию, в 1882 году — историко-филологический факультет Санкт-Петербургского университета, затем стал преподавателем Вологодской духовной семинарии. С 1894 года был помощником редактора, а с 1896 по 1916 год — редактором «Вологодских епархиальных ведомостей» (с 1902 года редакторство было поделено на официальную и неофициальную части, и И. Н. Суворов редактировал последнюю). С 1896 по 1918 год был председателем постоянной Церковной археологической комиссии любителей истории и древностей при Вологодском древлехранилище.
Опубликовал много материалов по истории Вологды и Вологодской губернии. Составил ряд исторических описаний церквей и монастырей. После Революции 1917 года преподавал древний славянский язык, методологию истории, палеографию, историографию и источниковедение в Вологодском педагогическом институте (1921—1923 год). До 1924 года работал в местном Губернском архивном бюро, был председателем Губернского архива. И. Н. Суворов состоял членом Рязанской и Ярославской учёных архивных комиссий, Императорского Русского Археологического общества, Вологодского общества изучения Северного края, Комиссии по библиографии Севера и Северного кружка любителей изящных искусств.
Умер в 1926 году в Вологде.